# Níkos Filíppou
Nikólaos « Níkos » Filíppou (grec moderne : Νικόλαος «Νίκος» Φιλίππου), né le 15 juillet 1962 à Ioannina, est un joueur grec de basket-ball. Il évolue durant sa carrière au poste d'ailier fort.

## Biographie
Avant sa carrière professionnelle, il évolue dans les catégories mineures à l'AGS Ioannina (el).
Après sa carrière professionnelle, il sera notamment manager de l'équipe nationale grecque de basket-ball.

## Palmarès
- Champion d'Europe 1987
- Finaliste du championnat d'Europe 1989
- Coupe de Grèce 1985, 1987, 1988, 1989, 1990